# Alosa vistonica
Alosa vistonica là một loài cá thuộc họ Clupeidae. Nó là loài đặc hữu của Hy Lạp. Môi trường sống tự nhiên của chúng là hồ nước ngọt. Nó bị đe dọa do mất môi trường sống.